# 퀵버드
퀵버드(QuickBird)는 2001년 10월 18일 발사된 상용의 고해상도 지구 관측 위성이다. 2015년 초반까지 디지털글로브의 주된 인공위성이었다. 볼 에어로스페이스(Ball Aerospace)에서 제작했으며, 보잉 델타 2호로 발사되었다. 흑백 60cm, 컬라 2.4m의 해상도를 지닌다.

## 같이 보기
- 디지털글로브